# Lygodactylus praecox
Lygodactylus praecox este o specie de șopârle din genul Lygodactylus, familia Gekkonidae, descrisă de Pasteur 1995. Conform Catalogue of Life specia Lygodactylus praecox nu are subspecii cunoscute.